# 236987 Deustua
236987 Deustua è un asteroide della fascia principale. Scoperto nel 2008, presenta un'orbita caratterizzata da un semiasse maggiore pari a 2,4087121 UA e da un'eccentricità di 0,2070707, inclinata di 1,34874° rispetto all'eclittica.